# Роберто Танкреді
Роберто Танкреді (італ. Roberto Tancredi, нар. 30 січня 1944, Монтекатіні-Валь-ді-Чечина) — італійський футболіст, що грав на позиції воротаря, зокрема за «Ювентус».

## Ігрова кар'єра
Народився 30 січня 1944 року в місті Монтекатіні-Валь-ді-Чечина. Вихованець юнацьких команд футбольних клубів «Сольвай Розіньяно» та «Ювентус».
У дорослому футболі дебютував 1964 року виступами на умовах оренди за «Сіракузу», в якій провів один сезон, взявши участь у 26 матчах чемпіонату. Згодом ще по сезону відіграв в орендах у «Потенці» та «Самбенедеттезе».
1968 року повернувся до «Ювентуса», де був заявлений за основний склад команди, щоправда лише як третій воротар, після Роберто Андзоліна і Джуліано Сарті. Наступного року останній залишив «Юве», і Танкреді, скориставшись травмою Андзоліна, влітку 1969 року дебютував за основну команду туринців. Коли Андзолін відновився від травми, то виявилося, що тренерський штаб віддає перевагу його молодшому партнеру по команді. В результаті за сезон 1969/70 Танкреді провів 25 матчів у чемпіонаті, пропустивши лише 16 голів, а по його завершенні Андзолін був змушений шукати нову команду. Тож сезон 1970/71 Танкреді вже розпочинав як основний воротар «старої сеньйори». Однак рівнь його гри того сезону не задовільнив тренерський штаб команди, і влітку 1971 року до неї на місце основного воротаря був запрошений П'єтро Карміньяні.
Танкреді ж перейшов до «Мантови», де, однак, не зумів стати основним голкіпером і за рік перейшов до «Тернани», де також програв конкуренцію за місце в основі. Згодом без особливих успіхів намагався проявити себе у друголіговій «Брешії» і третьоліговому «Ліворно», але врешті-решт 1976 року вирішив завершити кар'єру.